# Mystical Ninja Starring Goemon
Mystical Ninja Starring Goemon és un videojoc creat per Konami per a Nintendo 64 el 1997.
És un dels pocs jocs d'aquesta saga que ha aconseguit sortir del Japó, arribant també a Europa i Estats Units. Ha aconseguit estar entre els 35 millors jocs de Nintendo 64. En Nintendo 64 té dues seqüeles: Ganbare Goemon: Derodero Dōchū Obake Tenko Mori (Goemon's Great Adventure a Amèrica i Mystical Ninja Starring Goemon 2 a Europa) i Goemon: Mononoke Sugoroku, inèdit a occident.
Mystical Ninja Starring Goemon va vendre gairebé 200.000 exemplars a tot el món.

## Argument
És la història que es desenvolupa durant tot el joc i bé podria servir com a guia d'este.la història comença quan Japó és sobrevolada per una nau espacial, els extraterrestres es fan cridar els shoguns del mont Préssec, i capturen a la princesa de castell Oedo. Goemon i Ebisumaru van després dels extraterrestres per rescatar a la princesa. Pel camí se li uniran diversos aliats, Sasuke el robot i la ninja Yae, a més d'un robot gegant anomenat Impact, que acudeix a la trucada de Goemon quan més se li necessita.
Goemon i els seus amics han de viatjar a l'espai per derrotar els shoguns, Lily i Dancin. Finalment els derroten amb l'ajut del robot Impact.
La primera masmorra és el castell Oedo, en la qual Goemon i Ebisumaru aconsegueixen vèncer als shoguns per primera vegada, poc després arriba la primera batalla amb el robot gegant Impact, després d'ella aconsegueixen arribar a Zazen Town, on se'ls uneix Yae. Per continuar el viatge necessiten vèncer a Benkei, que custodia el pont per sortir de la ciutat, després de vèncer-li se'ls lliura al robot Sasuke, però sense piles per funcionar. Per a la següent masmorra Ebisumaru ha d'obtenir la màgia per accedir per passadissos i vèncer al cap del castell dels fantasmes.
Més tard Goemon troba les bateries perquè Sasuke funcioni, ja que les seves bombes són necessàries per accedir a la tercera masmorra: Festival Tempke. Després de derrotar els enemics d'aquesta regió han d'anar a una altra, per a això és necessari la màgia de Goemon, que li fa més forta per moure blocs de metall .Així s'arriba a una nova ciutat, on Yae aprèn la màgia per bussejar per arribar a una nova masmorra, Gourmet submarine castle, que acaba amb una altra batalla amb el robot Impact. El següent és trobar al kappa Keihachi, que viu en Zazen town, per obtenir la màgia de Sasuke.
Una vegada aconseguits els quatre ítems especials Goemon i la resta han de viatjar a l'espai, on es troben amb Omitsu i Wiseman, que van arribar al costat d'una regió que van elevar els shoguns, en la masmorra "Georgeus my stage" es lliura l'última batalla.

## Personatges
- Goemon: És el personatge principal de l'aventura. Les seves armes són una pipa, que es transforma en cadena per arribar a llocs inaccessibles i els ryou (les monedes del joc), que es llancen amb flames. Amb la màgia pot fer-se el doble de fort.
- Ebisumaru: Sempre acompanya a Goemon. Les seves armes són un martell i una càmera de fotos per revelar camins ocults. Gràcies a la màgia pot fer-se diminut i aconseguir llocs especials.
- Sasuke: És un ninja robòtic, per controlar-ho és necessari trobar abans les piles que li engeguen. Les seves armes són els kunai (que són similars a les dagues), i les bombes. Amb la màgia pot volar durant un petit període.
- Yae: És una agent ninja secreta.Usa la katana, un bazooka i una flauta que li permet invocar a un drac.Amb la màgia pot transformar-se en una sirena i romandre en l'aigua durant un temps il·limitat.
- Omitsu: Viu a la ciutat de Goemon i treballa en una casa de te, gairebé al final del joc és portada a l'espai pels shoguns.
- Impact: És un robot gegant, en realitat és estel de cinema a un altre país, però sempre acudeix a la trucada de Goemon per lluitar.
- Wiseman: És un savi que va ser segrestat pels shoguns, és el creador de Sasuke. Es posa en contacte amb Goemon per mitjà d'una anciana.

## Masmorres i caps
- Oedo castle: Antigament era el castell de la princesa d'Edo, ara és controlat pels shoguns de la muntanya Préssec. En aquest nivell no s'obté cap arma. El seu cap és un enorme cap que llança raigs i escup foc, fàcil de vèncer.
- Ghost toys castle: És un enorme castell ple de fantasmes, aquí Ebisumaru pot obtenir la càmera de fotos, necessària per vèncer als fantasmes. El cap del nivell és un ninot japonès que llança coets, és necessària la càmera per vèncer-ho.
- Festival temple castle: És la fase més difícil del joc, un temple ple de paranys, també estan aquí els enemics més perillosos. Sasuke pot obtenir el kunai de fred sever, que congela als enemics. El cap és un fantasma que llança discos explosius, cal retornar-los-hi perquè impactin en ell.
- Gourmet submarine castle: És un nivell senzill en el qual apareixen diversos menjars. Yae aconsegueix aquí el bazoka. El cap és un peix enorme al que cal derrotar amb el robot gegant Impact a l'últim moment.
- Georgeus stage: Aquest nivell pertany a l'espai exterior, en ell cal usar totes les habilitats dels personatges. Al final cal enfrontar-se a dos robots amb Impact, un d'ells l'enemic final, Dancin.

## Crítica
La crítica va ser bona en general, encara que alguna cosa eclipsada pel llançament de The Legend of Zelda: Ocarina of Time. Va aconseguir notes altes en la majoria de revistes i llocs d'internet.
Es van vendre 200.000 còpies del joc aproximadament, la meitat d'elles del Japó, on aquest personatge és molt popular. A Europa i els Estats Units va gaudir d'un èxit limitat.